# David Arkenstone

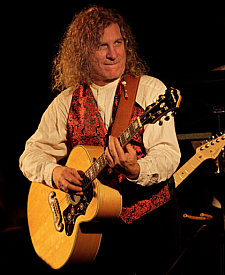
David Arkenstone (2015)

David Arkenstone (* 1. Juli 1952 in Chicago, USA) ist ein US-amerikanischer Musiker und Komponist. Stilistisch lässt sich sein Schaffen den Begriffen New Age und Trance zuordnen, wobei der Großteil seiner Kompositionen rein instrumental ist und dabei häufig Einflüsse keltischer Musik zeigt. Arkenstone produzierte bisher 40 Studioalben und war dreimal für den Grammy nominiert, da er sich neben seiner Solokarriere auch mit Film- und Videospielmusik beschäftigt.

## Biographie
Nachdem er im Alter von zehn Jahren von seiner Geburtsstadt Chicago nach Kalifornien zog, hatte er während der High School durch mehrere Bands Kontakt mit Musik. Er gründete eine nach ihm selbst benannte Band, während er auf dem College war, wandte sich in der Folge aber einer Solokarriere zu. Sein erstes Studioalbum Valley of the Clouds veröffentlichte er 1987. Mit Citizen of Time (1990) und In the Wake of the Wind (1991) erreichten zwei seiner Alben Platz eins der Billboard New Age Charts, wobei er für letzteres zum ersten Mal für den Grammy nominiert wurde. 
1995 erschien das Album Quest of the Dream Warrior, das als musikalischer Rahmen einer Kurzgeschichte erschien, die Arkenstone selbst verfasst hatte. Auch spätere Werke erschienen häufiger mit Literatur oder Malereien, wobei er sich thematisch oft im Bereich Fantasy aufhielt. Später widmete er sich zudem der musikalischen Gestaltung von Fernsehsendungen, Filmen und Videospielen. So produzierte er den Soundtrack zum Independentfilm PRISM, komponierte für den History und Discovery Channel und war an Blizzards Videospielklassiker World of Warcraft sowie an Blade Runner beteiligt. Bereits 1993 hatte er die Musik zu Invisible – Die unheimliche Macht (Originaltitel Invisible: The Chronicles of Benjamin Knight) geliefert.
Einen Teil seiner Musik veröffentlicht er als Band unter dem Namen Troika.

## Diskographie (Auswahl)
- Valley in the Clouds (1987)
- Island (1989)
- In the Wake of the Wind (1991, für den Grammy nominiert)
- Spirit Wind (1997)
- Citizen of the World (1999, für den Grammy nominiert)
- Spirit of Ireland (2003)
- Atlantis: A Symphonic Journey (2004, für den Grammy nominiert)
- Echoes of Light and Shadow (2008)
- Ambient World (2011)
- Italian Nights (mit Seth Osburn) (2017)
- Parisian Lounge (2018)

## Persönliches
Arkenstone beherrscht eine Reihe von Instrumenten, unter anderem Cello, Gitarre, Harfe, Flöte, Bouzouki und Klavier. Aus seiner ersten Ehe entstammen drei Kinder – in zweiter Ehe war er mit der Musikerin Diane Arkenstone verheiratet. Mit ihr gründete er außerdem das Label Neo Pacifica.